# Avenger (groupe)
Pour les articles homonymes, voir Avenger.
Avenger est un groupe britannique de heavy metal, originaire de Newcastle upon Tyne, en Angleterre.

## Histoire
Brian Ross, Mick Moore et Gary Young forment Avenger à la fin de l'année 1982 après la séparation du groupe précédent de Ross et Moore, Blitzkrieg. Le groupe commence à enregistrer des démos. Leur première apparition sur disque est Hot 'n' Heavy Express, qui figure sur une compilation EP sortie chez Neat Records. Leur premier single pour Neat, Too Wild to Tame, suit en octobre 1983, après l'arrivée du guitariste John Brownless. Peu après, le chanteur Brian Ross quitte le groupe pour rejoindre Satan ; le chanteur de Satan, Ian Swift, rejoint rapidement Avenger en tant que chanteur principal. Avec le guitariste Les Cheetham, ils sortent leur premier album, Blood Sports, en 1984,, qui marque le début d'une période où le groupe joue régulièrement en Europe de l'Ouest, à l'époque une plaque tournante de la scène metal émergente.
Un deuxième album suit peu après sur Neat, intitulé Killer Elite, ainsi qu'une vidéo d'accompagnement de trois titres. Le groupe part en tournée aux États-Unis en 1986, remplaçant Les Cheetam par Greg Reiter et confiant le rôle de batteur à Darren Kurland. Après quatre mois, de retour en Angleterre, le groupe se sépare, accusant le faible soutien du label discographique d'avoir empêché le groupe d'exploiter son potentiel aux États-Unis. Ian Swift rejoint Atomkraft, Gary Young rejoignant plus tard Blitzkrieg.
La discographie complète du groupe est publiée en 2002 par Sanctuary Records. Le label brésilien Frontline Rock réédite également les deux albums en Amérique latine en 2003.
En février 2005, le noyau dur de Young, Swift et Moore se réunit et ajoute un musicien de session du nord-est, Liam Thompson (anciennement guitare/voix de Death in Blood) et le guitariste Glenn Howes (anciennement Blitzkrieg, Tygers of Pan Tang, Earthrod et Fist) et tourne à travers le Royaume-Uni et l'Europe avec le groupe américain Y&T, parmi d'autres. Le line-up d'Avenger change de nouveau en 2007 avec le départ du bassiste Mick Moore. La nouvelle formation d'Avenger comprend Ian Swift au chant, Gary Young, Liam Thompson, Sean Jefferies (ancien guitariste de Fallen Skies, Earthrod) et Huw Holding (ancien bassiste de Order of the Black Sun, Nord, Cardinal Synne) et a depuis tourné ou joué aux côtés de groupes tels que Twisted Sister, Candlemass, Saxon, Rage, Raven, Sinner, Grim Reaper, UFO, Cradle of Filth, Skyclad et Diamond Head en 2007.
Leur dernier album en date, The Slaughter Never Stops, sort le 1er décembre 2014 et reçoit des critiques positives,,.

## Discographie
- 1982 : One Take No Dubs... - live en studio (Neat Records compilation)
- 1983 : Too Wild to Tame / On the Rocks (Neat Records)
- 1984 : Blood Sports (Neat Records)
- 1985 : Killer Elite (Neat Records)
- 2002 : Too Wild to Tame (Sanctuary Records compilation)
- 2014 : The Slaughter Never Stops (Rocksector Records)